# Матриця переходів автомата
Ма́триця перехо́дів автома́та — один зі способів визначення скінченного абстрактного автомата.
Для автомата A, який має n станів, матриця переходів автомата ||A|| являє собою квадратну матрицю порядку n. Нехай {a1, a2, …, an} — множина станів автомата A, а {x1, x2, …, xm} та {y1, y2, …, yk} — відповідно вхідний та вихідний алфавіти. У випадку ініціального автомата a1 завжди позначає початковий стан.
Елементом (i, j) матриці ||A|| є множина пар виду (xis/yis), таких, що під дією вхідного сигналу xis автомат A переходить зі стану ai в стан aj і видає, при цьому, вихідний сигнал yis. Для позначення множини, яка складається із пар (xi1/yi1), (xi2/yi2), …, (xiq, yiq), зазвичай виписують ці пари, з'єднані знаком диз'юнкції: (xi1/yi1) ∨ (xi2/yi2) ∨ … ∨ (xiq, yiq).
Від матриці переходів автомата легко перейти до будь-якого іншого способу визначення абстрактного автомата, наприклад, до таблиць переходів та виходів, графа автомата, тощо.